# Gunnar Nielsen (skådespelare)
Bo Gunnar Nielsen, född 23 juni 1919 i Kungsholms församling i Stockholm, död 9 januari 2009 i Oscars församling i Stockholm, var en svensk skådespelare.

## Biografi
Gunnar Nielsen var son till direktören Fredrik Wilhelm Nielsen och hans andra hustru Elsa, ogift Johansson. Hans syster Gunvor gifte sig med Claes Leo Lagergren och en annan syster Tuss Hyland gifte sig med Lennart Hyland. 
Nielsen var engagerad vid Helsingborgs stadsteater i början av 1940-talet, vid sidan av teatern har han spelat revy hos bland andra Kar de Mumma. Han filmdebuterade 1941 i Schamyl Baumans Magistrarna på sommarlov, och medverkade i drygt 30 film- och TV-produktioner. 
Gunnar Nielsen var gift från 1943 med skådespelaren Marianne Nielsen (1917–2004) och adopterade hennes dotter skådespelaren Monica Nielsen (född 1937). Tillsammans fick de också en son 1946 och en dotter 1955. Paret Nielsen är begravda på Lidingö kyrkogård.

## Filmografi (urval)
- 1942 – General von Döbeln
- 1942 – I gult och blått
- 1942 – Fallet Ingegerd Bremssen
- 1944 – Mitt folk är icke ditt
- 1944 – Kärlekslivets offer
- 1947 – Konsten att älska
- 1947 – En fluga gör ingen sommar
- 1947 – Skepp till Indialand
- 1948 – Intill helvetets portar
- 1948 – Flickan från tredje raden
- 1948 – Hamnstad
- 1949 – Törst
- 1954 – Seger i mörker
- 1955 – Sommarnattens leende
- 1956 – Den hårda leken
- 1957 – Räkna med bråk
- 1957 – Som man bäddar...
- 1958 – Nära livet
- 1959 – Fridolfs farliga ålder
- 1959 – Lejon på stan
- 1960 – Domaren
- 1961 – Stöten
- 1963 – Adam och Eva
- 1994 – I morgon, Mario
- 2000 – Hur som helst är han jävligt död

## TV-produktioner
- 1954 – Foreign Intrigue (TV-serie)
- 1955 – Hamlet
- 1963 – Kärlekens och slumpens lek
- 1965 – Blodsbröllop
- 1965 – Bödeln
- 1965 – En kopp te
- 1974 – Mahagonny
- 1987 – Res aldrig på enkel biljett
- 1994 – Den vite riddaren (TV-serie)
- 1995 – Radioskugga (TV-serie)
- 1996 – S:t Mikael (TV-serie)

## Teater

### Roller
| År   | Roll                                       | Produktion | Regi                                             | Teater                   |
| ---- | ------------------------------------------ | --- | ------------------------------------------------ | ------------------------ |
| 1941 | Flute                                      | En midsommarnattsdröm (A Midsummer Night's Dream) William Shakespeare                                                | Ingmar Bergman                                   | Sagoteatern              |
| 1944 | Louis Victor                               | Hotellrummet Pierre Rocher                                                                                           | Ingmar Bergman                                   | Boulevardteatern         |
| 1944 |                                            | Vår väg mot framtiden Rudolf Värnlund                                                                                | Ingrid Luterkort                                 | Dramatikerstudion        |
| 1944 | Kristian                                   | Aschebergskan på Widtskövle Brita von Horn och Elsa Collin                                                           | Ingmar Bergman                                   | Helsingborgs stadsteater |
| 1944 |                                            | Fan ger ett anbud (Hvem er jeg? eller Naar Fanden gi'r et Tilbud) Carl Erik Soya                                     | Ingmar Bergman                                   | Helsingborgs stadsteater |
| 1944 | Rosse                                      | Macbeth William Shakespeare                                                                                          | Ingmar Bergman                                   | Helsingborgs stadsteater |
| 1945 |                                            | Sagan Hjalmar Bergman                                                                                                | Ingmar Bergman                                   | Helsingborgs stadsteater |
| 1945 | Douglas Hall                               | Älskling jag ger mig (Yes, My Darling Daughter) Mark Reed                                                            | Sture Ericson                                    | Helsingborgs stadsteater |
| 1945 | Tärningsmannen                             | Jacobowsky och översten (Jacobowsky und der Oberst) Franz Werfel                                                     | Ingmar Bergman                                   | Helsingborgs stadsteater |
| 1945 | David                                      | Claudia Rose Franken                                                                                                 | Sture Ericson                                    | Helsingborgs stadsteater |
| 1945 | Knut Mosterson                             | Rabies Olle Hedberg                                                                                                  | Ingmar Bergman                                   | Helsingborgs stadsteater |
| 1946 | Lachlen McLachlen                          | Hjärtan och njurar (The Hasty Heart) John Patrick                                                                    | Gösta Terserus                                   | Helsingborgs stadsteater |
| 1946 | Advokat Krantzén                           | Rekviem Björn-Erik Höijer                                                                                            | Ingmar Bergman                                   | Helsingborgs stadsteater |
| 1946 | Godsägare Sjöberg                          | Av hjärtans lust Karl Ragnar Gierow                                                                                  | Lars-Levi Læstadius                              | Helsingborgs stadsteater |
| 1946 | Dummery                                    | Eklöv och lavendel (Oak Leaves and Lavender) Seán O'Casey                                                            | Lars-Levi Læstadius                              | Helsingborgs stadsteater |
| 1946 | Löfgren                                    | Krigsmans erinran Herbert Grevenius                                                                                  | Sture Ericson                                    | Helsingborgs stadsteater |
| 1946 | Arbetskarl 3                               | Den ljusnande tid Alf Henrikson                                                                                      | Lars-Levi Læstadius                              | Helsingborgs stadsteater |
| 1947 | Rysligman                                  | Lika för lika (Measure for Measure') William Shakespeare                                                             | Lars-Levi Læstadius                              | Helsingborgs stadsteater |
| 1947 | Willy                                      | Peppar och salt (Essig und Öl) Siegfried Geyer och Paul Frank                                                        | Lars-Levi Læstadius                              | Helsingborgs stadsteater |
| 1947 | Arthur                                     | Ljuva ungdomstid (Ah, Wilderness) Eugene O’Neill                                                                     | Sture Ericson                                    | Helsingborgs stadsteater |
| 1947 | Landsfiskalen                              | Höst Bengt Blomgren                                                                                                  | Lars-Levi Læstadius                              | Helsingborgs stadsteater |
| 1947 | Medverkande                                | Fängslande men flyktigt, revy                                                                                        | Gunnar Ekström Sture Ericson Lars-Levi Læstadius | Helsingborgs stadsteater |
| 1948 | Benjamin                                   | Påsk August Strindberg                                                                                               | Gunnar Ekström                                   | Helsingborgs stadsteater |
| 1948 | Cornudet                                   | Fettpärlan Gösta Sjöberg                                                                                             | Harry Roeck-Hansen                               | Blancheteatern           |
| 1949 | Kurt                                       | Dödsdansen August Strindberg                                                                                         | Gunnar Olsson                                    | Blancheteatern           |
| 1949 | Sune Larsson                               | De fem fåglarna Staffan Tjerneld                                                                                     | Björn Berglund                                   | Blancheteatern           |
| 1953 |                                            | Lantlollan (The country wife) William Wycherley                                                                      | Sam Besekow                                      | Alléteatern              |
| 1954 | Gendarm Tabarot                            | Lille kommissarien (Les compagnons de la Marjolaine) Marcel Achard                                                   | Åke Falck                                        | Alléteatern              |
| 1955 | Blackstone                                 | I afton kl. 8: Jag talar till dig (Talking to You) William Saroyan                                                   | Hans Lagerkvist                                  | Alléteatern              |
| 1956 | Mr Moon                                    | Den skandalösa historien om Mr Kettle och Mrs Moon (The Scandalous Affair of Mr Kettle and Mrs Moon) J. B. Priestley | Per-Axel Branner                                 | Alléteatern              |
| 1957 |                                            | Ont blod (The Bad Seed) Maxwell Anderson                                                                             | Per-Axel Branner                                 | Alléteatern              |
| 1958 | Magister Bläckstadius                      | Magister Bläckstadius August Blanche                                                                                 | Else Fisher                                      | Riksteatern              |
| 1958 | Chlestakov, tjänsteman från St. Petersburg | Revisorn (Ревизор, Revizor) Nikolaj Gogol                                                                            | Lars Barringer                                   | Upsala-Gävle stadsteater |
| 1958 |                                            | Fort Christina Alf Henrikson, Erik Lundegård och Lennart Nyblom                                                      | Ellen Bergman                                    | Upsala-Gävle stadsteater |
| 1959 | Den frågvise                               | Ungdoms ljuva fågel (Sweet Bird of Youth) Tennessee Williams                                                         | Per Gerhard                                      | Vasateatern              |
| 1959 |                                            | Femton snören guld (十五贯, Shíwǔ guàn) Zhu Sucheng                                                                  | Ellen Bergman                                    | Upsala-Gävle stadsteater |
| 1961 | Julien Moretsan                            | Tokan (L'Idiote) Marcel Achard                                                                                       | Tom Dan-Bergman                                  | Lilla Teatern            |
| 1961 | Bellamy                                    | Fantasticks (The Fantasticks) Tom Jones och Harvey Schmidt                                                           | Jackie Söderman Tom Dan-Bergman                  | Lilla Teatern            |
| 1964 | John de Stogumber                          | Sankta Johanna (St Joan) George Bernard Shaw                                                                         | Per Gerhard                                      | Vasateatern              |
| 1966 |                                            | Omaka par (The Odd Couple) Neil Simon                                                                                | Stig Ossian Eriksson                             | Intiman                  |
| 1976 | Amos Hart                                  | Chicago John Kander och Fred Ebb                                                                                     | Hans Bergström                                   | Riksteatern              |
| 1985 | Henry                                      | Fantasticks (The Fantasticks) Harvey Schmidt och Tom Jones                                                           | Birgitta Götestam                                | Riksteatern              |
| 1989 |                                            | Ett resande teatersällskap August Blanche                                                                            | Elisabeth G. Söderström                          | Riksteatern              |